# Авор (авиабаза)
Авиабаза Авор (фр. Base aérienne 702 Avord), или BA 702 (фр. Base Aérienne 702 Capitaine Georges Madon), названная в честь капитана Жоржа Мадона, является второй по величине базой Военно-воздушных сил Франции. База расположена в 2,8 км к северо-западу от коммуны Авор, кантон Божи, округ Бурж, департамент Шер.
Персонал Авиабазы 702 составляет приблизительно 2500 человек (военнослужащие Военно-воздушных сил Франции, а также гражданский персонал). Благодаря своему стратегическому расположению в центре Франции, авиабаза позиционируется как многоцелевая.

## Подразделения авиабазы
- Французские самолеты Boeing E-3F системы АВАКС, входящие в состав 00.036 Эскадрильи радиолокационного обнаружения и Управления «Берри» (Escadron de détection et contrôle aéroportés (EDCA)). Их роль заключается в ведении воздушного наблюдения, боевого управления и связи (C3) как для тактических, так и для военно-воздушных сил. Французское обозначение самолета Е-3 SDA (Systeme de Detection Aeroporté). Дополнительные функции: полеты по обеспечению поддержки, тренировочные полеты, техническая поддержка и транспортные переброски.

По периметру базы располагается несколько особо охраняемых зон:
- Специальный склад боеприпасов (Special Ammuniations Storage (SAS)). Содержит приблизительно 60 ракет средней дальности класса воздух-земля с ядерными боеголовками.
- 2 строго охраняемых зоны. На одной базируется 4 самолёта Mirage 2000N, основной авиабазой которых является Истр (BA125) или Люксей (BA116). Эти самолеты базируются здесь, с периодической заменой самолетного парка и экипажей, чтобы соответствовать требованиям миссии французского ядерного сдерживания. Другая зона является базой для самолетов E-3F и самолетов-заправщиков KC135, основной авиабазой которых является Истр, расположенных на а/б Авор для совместного использования с самолетами АВАКС и решения ударных задач.

## Вспомогательные подразделения
- 00.319 транспортная лётная школа.
- база технического обслуживания.
- хранилище боеприпасов воздушной армии Савиньи-ан-Септен.
- 1H.702 подразделение пожаротушения/спасения и ядерного обеззараживания.
- 12.802 подразделение стратегической связи.
- 02.950 эскадрилья ПВО Сансер, оснащенная ЗРК Кроталь и MBDA ПЗРК Мистраль малого радиуса действия.
- 1G.702 подразделение стрелков-коммандос, ответственных за безопасность и оборону базы.

## Интересные факты
- В январе 1913 года Жорж Феликс Мадон, французский пилот-ас первой мировой войны, получил лицензию военного пилота на авиабазе Авор.
- Блаженная Елизавета Троицы, день которой отмечают во Франции 8 ноября, родилась в военном лагере Авор 18 июля 1880.